# Império do Espírito Santo de Nossa Senhora da Guia

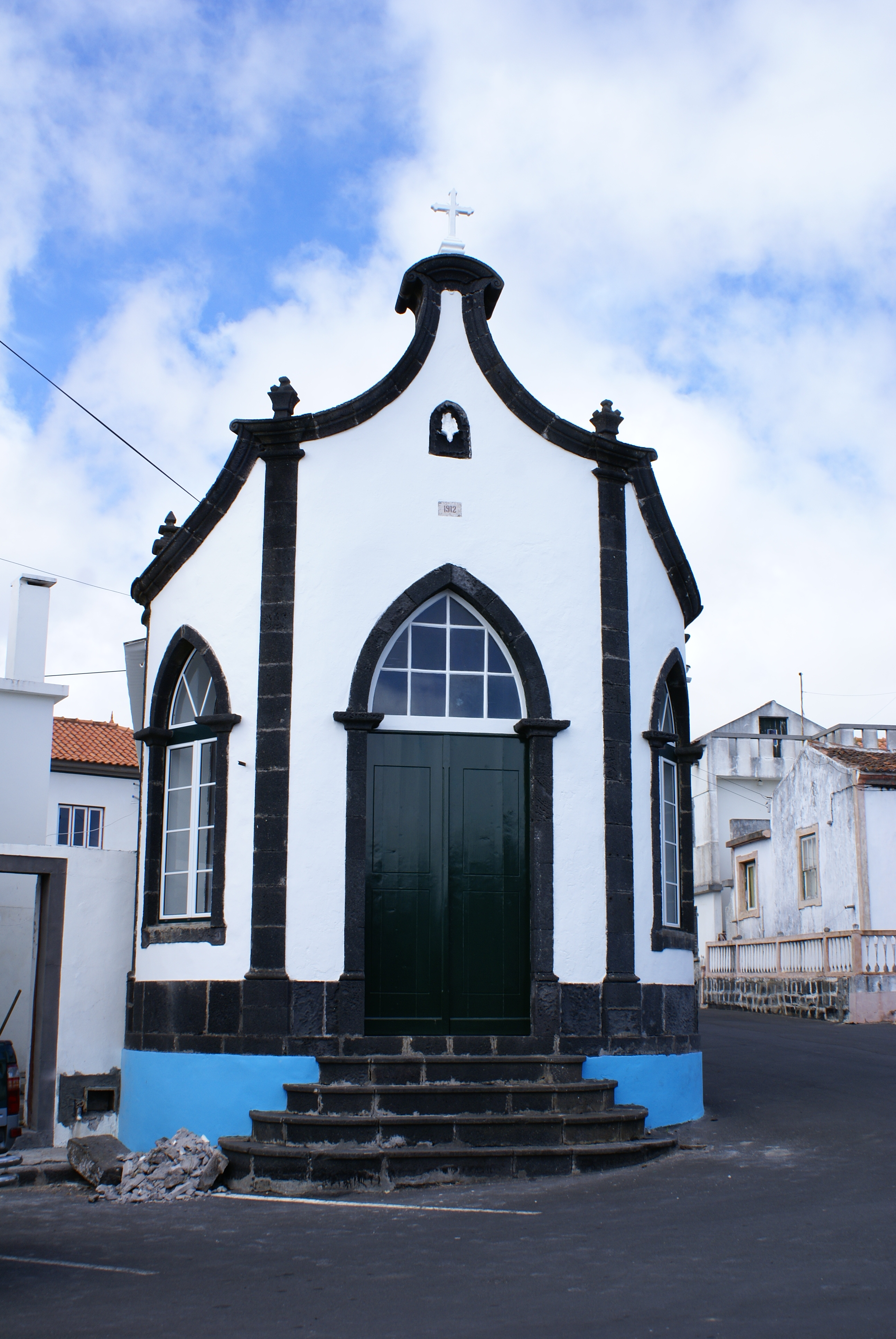
Império do Espirito de Nossa Senhora da Guia.

O Império do Espírito Santo de Nossa Senhora da Guia é um Império do Espírito Santo português que se localiza na Vila da Praia, concelho de Santa Cruz da Graciosa, ilha Graciosa, arquipélago dos Açores.
Esta Irmandade do Divino Espírito Santo localiza-se junto à Ermida de Nossa Senhora da Guia e do Porto comercial da referida Vila da Praia, vulgarmente denominado Porto da Praia.